# 維也納科納斯 (密歇根州)
維也納科納斯（英語：Vienna Corners）是位於美國密歇根州蒙莫朗西縣維也納鎮區及奧齊戈縣查爾頓鎮區的一個非建制地區。

## 地理
維也納科納斯所處的海拔為高於海平面41米（即133英呎），而該地所採用的時區為UTC-5，即北美东部時區（EST）。同時該地設有夏令時間，為UTC-5調快一小時，即UTC-4（EDT）。